# سيد كينغ
سيد كينغ (بالإنجليزية: Syd King)‏ (1 يناير 1873 في المملكة المتحدة - 1 يناير 1933 بإنجلترا في المملكة المتحدة) هو مدرب كرة قدم ولاعب كرة قدم بريطاني (وحمل سابقاً جنسية المملكة المتحدة لبريطانيا العظمى وأيرلندا) في مركز الظهير. لعب مع إبسفليت يونايتد ونادي غيلينغهام ووست هام يونايتد وThames Ironworks F.C. ‏.